# Nyagahenaere
Nyagahenaere är ett vattendrag i Burundi. Det ligger i den östra delen av landet, 160 km öster om huvudstaden Bujumbura.
I omgivningarna runt Nyagahenaere växer huvudsakligen savannskog. Runt Nyagahenaere är det ganska glesbefolkat, med 32 invånare per kvadratkilometer.